# 1943 en cyclisme
| Années du cyclisme : 1940 - 1941 - 1942 - 1943 - 1944 - 1945 - 1946    |
| Décennies du cyclisme : 1910 - 1920 - 1930 - 1940 - 1950 - 1960 - 1970 |

Les faits marquants de l'année 1943 en cyclisme

## Par mois

### Mars
- 19 mars : Cino Cinelli remporte Milan-San Remo.
- 21 mars l'Italien Pierre Brambilla gagne la Course de côte du Mont Chauve.
- 28 mars : le Français Louis Gauthier gagne le Critérium National de La Route de la zone non occupée.

### Avril
- 11 avril : le Français Emile Idée gagne pour la deuxième fois d'affilée le Critérium national de la route.de la zone occupée.
- 11 avril : l'Italien Olimpio Bizzi gagne le Trophée Moschini.
- 18 avril : l'Italien Quirino Toccaceli gagne le Tour du Latium. L'épreuve ne sera pas disputée en 1944 et reprendra en 1945.
- 18 avril : le Français Amédée Rolland gagne la Polymultipliée.
- 18 avril : l'Espagnol Delio Rodriguez gagne la Subida a Naranco pour la deuxième fois..
- 19 avril : le Belge Achiel Buysse gagne le Tour des Flandres pour la troisième fois.
- 25 avril : Marcel Kint remporte Paris-Roubaix.
- 25 avril : l'Italien Olimpio Bizzi gagne le Tour de Toscane pour la deuxième fois. L'épreuve ne reprendra qu'en 1946.
- 25 avril : l'Espagnol José Lahoz gagne le Grand Prix de Pâques pour la deuxième fois.
- 26 avril : le Luxembourgeois François Neuens gagne le Tour de Luxembourg pour la deuxième année d'affilée. L'épreuve ne sera pas disputée en 1944 et reprendra en 1945.
- 26 avril : le Belge Richard Kemp gagne le Circuit des Régions Flamandes.

### Mai
- 1er mai : le Belge Gorgon Hermans gagne le Grand Prix Hoboken.
- 2 mai : l'Italien Nedo Logli  gagne le Tour d'Émilie. L'épreuve ne reprendra qu'en 1946.
- 2 mai : le Belge Marcel Kint gagne le Tour du Limbourg.
- 5 mai : l'Espagnol Martin Mancisidor gagne la Subida a Arrate pour la deuxième année d'affilée.
- 9 mai l'Espagnol Julian Berrendero gagne le trophée Masferrer.
- 22 mai : le Belge Marcel Kint gagne la Flèche wallonne.
- 23 mai : le Français Camille Blanckaert gagne le Grand Prix de Fourmies. L'épreuve ne reprendra qu'en 1946.
- 23 mai : le Français Roger Cottyn gagne le Grand prix de Fréjus. L'épreuve ne reprendra qu'en 1953.
- 30 mai : le français Gaby Gaudin gagne Paris-Tours.
- 30 mai : le Suisse Ferdi Kubler gagne le Championnat de Zurich.
- 30 mai : l'Italien Mario Fazio gagne le Tour de Romagne. L'épreuve ne reprendra qu'en 1946.

### Juin
- 13 juin : le championnat d'Italie sur route se dispute en circuit. L'Italien Mario Ricci devient champion d'Italie sur route. L'épreuve ne sera pas disputée en 1944 et reprendra en 1945.
- 16 juin : le Belge André Declerck gagne la première édition du Circuit des 11 villes. L'épreuve ne sera pas disputée en 1944 et reprendra en 1945.
- 27 juin : le Belge Richard Depoorter gagne Liège-Bastogne-Liège.
- 27 juin : le Suisse Ferdi Kubler gagne le Tour du Nord-Ouest de la Suisse.
- 29 juin : l'Espagnol Julian Berrendero conserve son titre de champion d'Espagne sur route.

### Juillet
- 4 juillet : le Suisse Hans Knecht devient champion de Suisse sur route.

- 18 juillet : le Belge Eddy Van Dijck gagne le Grand Prix de Wallonie.

- 25 juillet : le Belge Eloi Meulenberg gagne le Grand Prix de l'Escaut. L'épreuve ne reprendra qu'en 1946.

- 25 juillet : l'Espagnol Martin Mancisidor gagne le Grand prix de Villafranca pour la deuxième fois..

### Août
- 8 août : le néo professionnel Belge Rik Van Steenbergen devient champion de Belgique sur route. L'épreuve ne sera pas disputée en 1944 et reprendra en 1945.
- 8 août : le Français Paul Maye redevient champion de France sur route.
- 17 août : le Belge Prosper Depredomme gagne le Grand Prix de Zottegem. L'épreuve ne sera pas disputée en 1944 et reprendra en 1945.
- 22 août : le Français Georges Blum gagne le Circuit de l'Indre. L'épreuve ne sera pas disputée en 1944 et reprendra en 1945.
- 29 août : le Belge Joseph Somers gagne le Grand Prix des Nations.
- 29 août : le Néerlandais Théo Middelkamp redevient champion des Pays-Bas sur route.
- 31 août : le Belge André Deloort gagne la Coupe Sels. L'épreuve ne reprendra qu'en 1946.

### Septembre
- 5 septembre : le Suisse Josef Wagner gagne le Grand Prix de Genève.
- 12 septembre : l'Espagnol Julian Berrendero gagne le Tour de Catalogne.
- 16 septembre : le Belge Rik Van Steenbergen gagne le Championnat des Flandres. L'épreuve ne sera pas disputée en 1944 et reprendra en 1945.
- 26 septembre : le Suisse Hans Knecht gagne "A travers Lausanne".

### Octobre
9 octobre : le Belge Frans Hotag gagne le Grand Prix de Clôture. L'épreuve ne sera disputée en 1944 et reprendra en 1945. 

## Championnats

### Principaux champions nationaux sur route
- Belgique : Rik Van Steenbergen
- Espagne : Julián Berrendero
- France : Paul Maye
- Italie : Mario Ricci
- Luxembourg : non-disputé
- Pays-Bas : Theo Middelkamp
- Suisse : Hans Knecht

## Principales naissances
- 1er janvier : Jesús Manzaneque, cycliste espagnol.
- 27 janvier : Theo Verschueren, cycliste belge.
- 11 mars : Raymond Delisle, cycliste français. († 11 août 2013)
- 13 mars : Gianni Motta, cycliste italien.
- 7 avril : Joaquim Agostinho, cycliste portugais († 10 mai 1984)
- 2 juillet : Walter Godefroot, cycliste belge et directeur sportif.
- 7 juillet : Hans-Jürgen Geschke, cycliste allemand.
- 14 août : Herman Van Springel, cycliste belge.
- 15 décembre : Domingo Perurena, cycliste espagnol.

## Principaux décès
- 18 juillet : Jean Alavoine, cycliste français (° 1er avril 1888)
- 2 décembre : Jaap Meijer, cycliste néerlandais (° 20 avril 1905)
- 20 décembre : Ernest Kauffmann, cycliste suisse (° 9 juin 1895)